# 中村龍平 (マジシャン)
中村 龍平（なかむら りゅうへい、英: RYUHEI、1995年3月16日 - ）は、東海地方（主に愛知県、岐阜県、三重県）を中心に活動する日本のプロマジシャン。岐阜県岐阜市出身。

## 来歴
1995年、岐阜県岐阜市出身。岐阜市立早田小学校、岐阜市立伊奈波中学校、県立岐阜商業高校、名古屋外国語大学を卒業。
岐阜市出身で中学校も同じであるMr.マリックや、セロに憧れて小学生の頃にマジックを始める。当時はマジックブームでテレビでマジックがよく取り上げられており、中村龍平もその時に初めてマジックに興味を持つ。小学生4年生の頃に書いた将来の夢についての作文では、プロマジシャンになりたいと書いた。その後、大学を卒業する前にJCMA主催のコンテストやカナダの国際コンテストで優勝するなど結果を残す。
カナダの大手マジックメーカーSansMinds Magicからマジシャン向けレクチャーDVD「Untouched」と「Aiden」を世界各国で発売した。日本名はそれぞれ「エスパー」と「スタンド」。超人的なパフォーマンスを得意とし、マジックだけでなく、記憶術や計算術、危険術、脱出術、催眠術、心理学、ジャグリング、大道芸などを組み合わせたエンターテイメント性の高い唯一無二のショーをする。中でも混ぜてもらったルービックキューブ3つをジャグリングしながら揃えるパフォーマンスはTBSの「あらびき団」や「ラヴィット!」をはじめとするメディアに取り上げられる事が多い。
また、Japan Close-up Magicians' Association（JCMA）主催の日本一のマジシャンを決める大会「The Japan Cup2018」で優勝、観客投票第1位を受賞。マジック界のオリンピックと呼ばれるFISMにもアジアと日本の代表として出場した。

## 受賞歴
- トロントジョージブラウンタレントコンテスト優勝（カナダ）
- JCMA JAPAN CUP 2018金賞、観客投票第1位
- M-1グランプリ優勝（テレビ朝日今ちゃんの「実は」マジシャン1グランプリ）
- JCMA CHALLENGER'S LIVE OSAKA 金賞、特別賞、観客投票第1位
- JCMA CHALLENGER'S LIVE CENTRAL 2014 銀賞  など

## 出演

### メディア
- TBS ラヴィット! 生出演[4]
- TBS あらびき団[5]
- テレビ朝日 今ちゃんの「実は」
- BS日テレ 激突!次世代マジシャンGP2[6][7]
- TBS THE TIME, 生放送出演
- 中京テレビ開局50周年記念特番「香取慎吾と願いを叶えるクリスマス大作戦」生放送TV出演
- テレビ愛知 薬師寺流 出演
- TOKYO MX 北野誠、DAISのこれから 出演
- TOKYO MX 北野誠、濱口優のこれからMusic 出演
- スターキャットケーブルテレビ 出演
- SFJ航空機内モニター 映像出演
- 中日新聞「お仕事ファイル」
- ぎふちゃんラジオ

### その他
- マジック界のオリンピック FISM2022 アジア・日本代表選手
- DVD 「Untouched」「Aiden」全世界発売
- DVD 「エスパー」「スタンド」の日本全国発売[2]
- Nagoya pop up artist（名古屋市公認パフォーマーライセンス所有）
- 大垣共立銀行公認OKBマジシャン